# Judit halshugger Holofernes
Judit halshugger Holofernes är en handling beskriven i Judits bok i de deuterokanoniska skrifterna, som ofta har använts som motiv i konsten, målningar och skulpturer, särskilt under renässansen och barocken. 
Enligt denna berättelse kan den vackra änkan Judit vinna tillträde till det tält som tillhörde den assyriska generalen Holofernes, som stod i begrepp att förstöra hennes hemstad Bethulia, för att han åtrådde henne. När Holofernes förlorade medvetandet sedan han druckit för mycket, halshöggs han av Judit, som sedan fördes bort i en korg. Motivet avbildades ofta i två versioner: Judit som halshugger Holofernes, eller Judit som håller Holofernes avhuggna huvud. Hon assisterades ofta av sin tjänarinna.

## Bilder

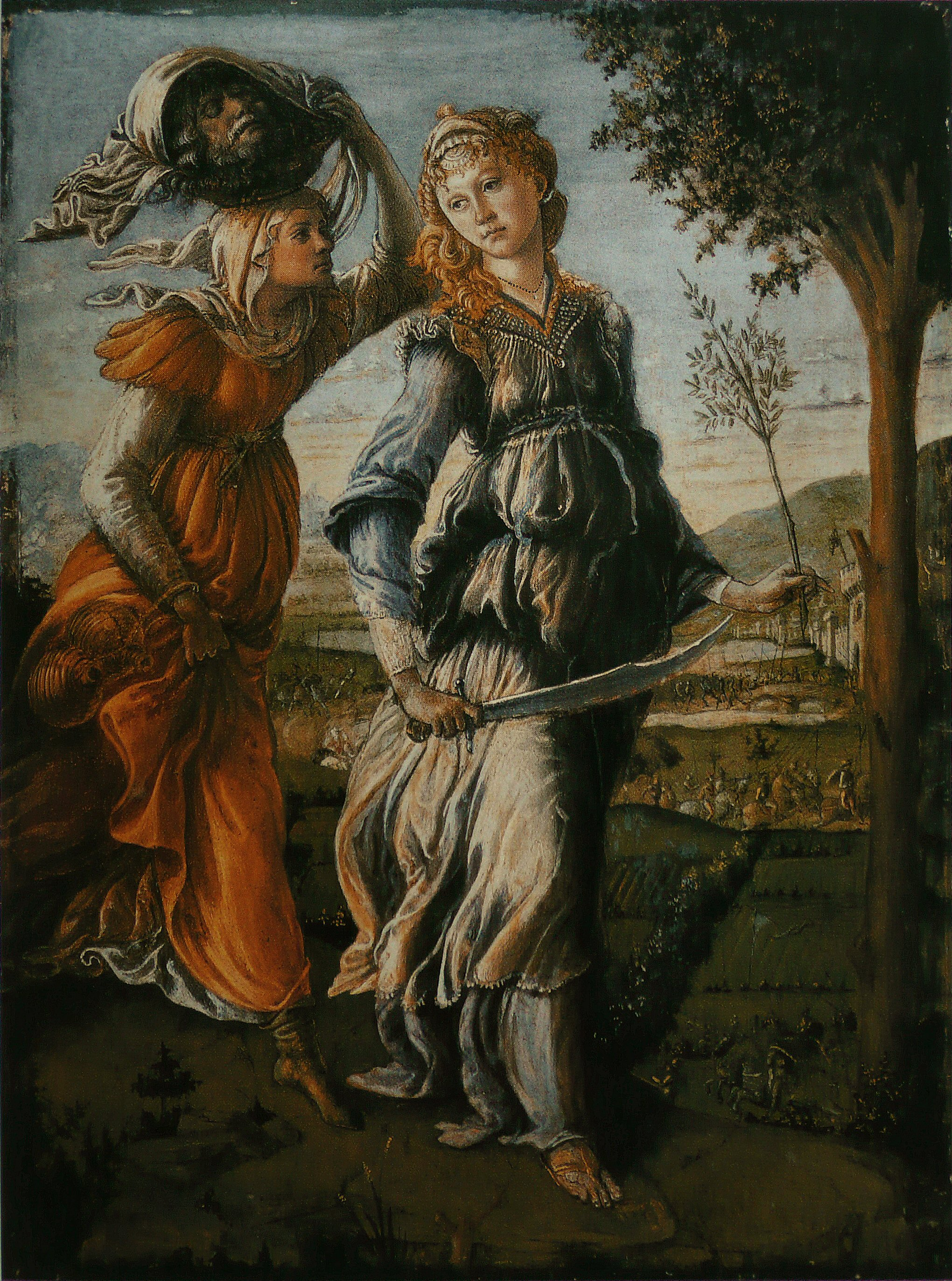
Sandro Botticelli – Judit.
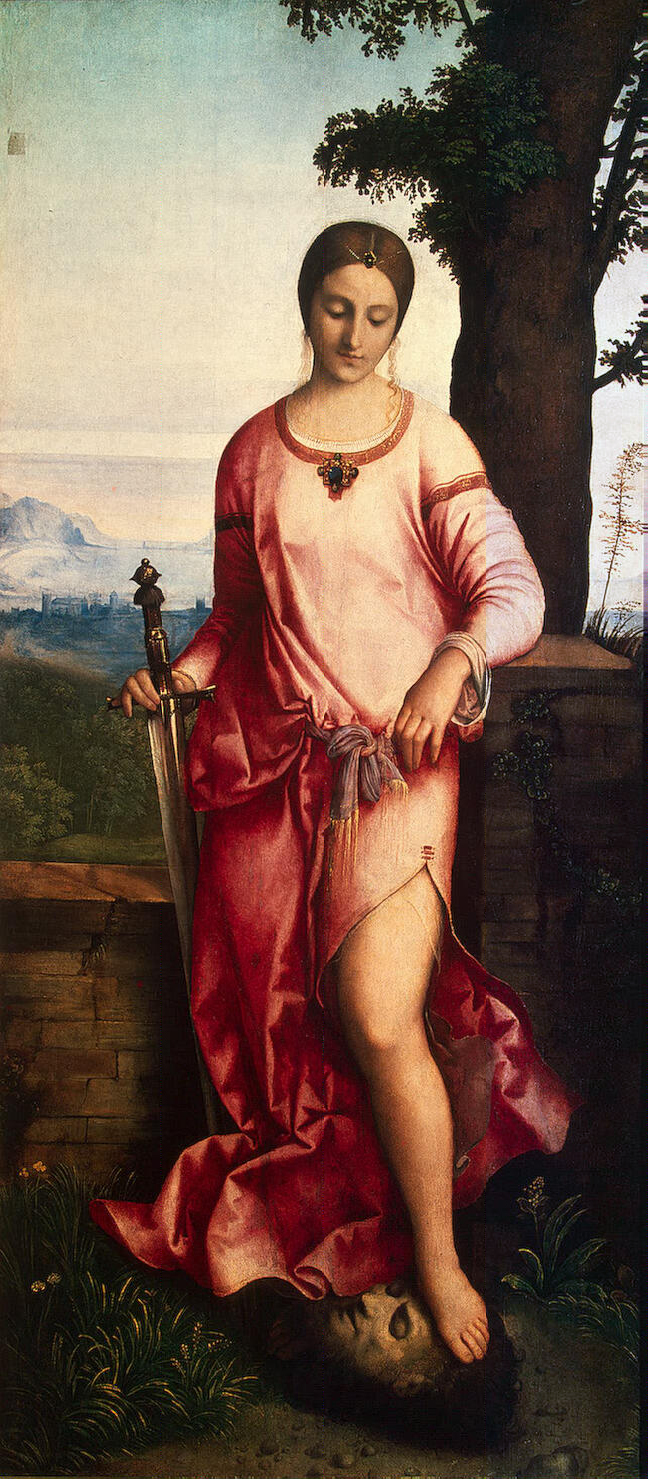
Giorgione - Judit, 1504.
Caravaggio – Judit halshugger Holofernes, cirka 1598-99.
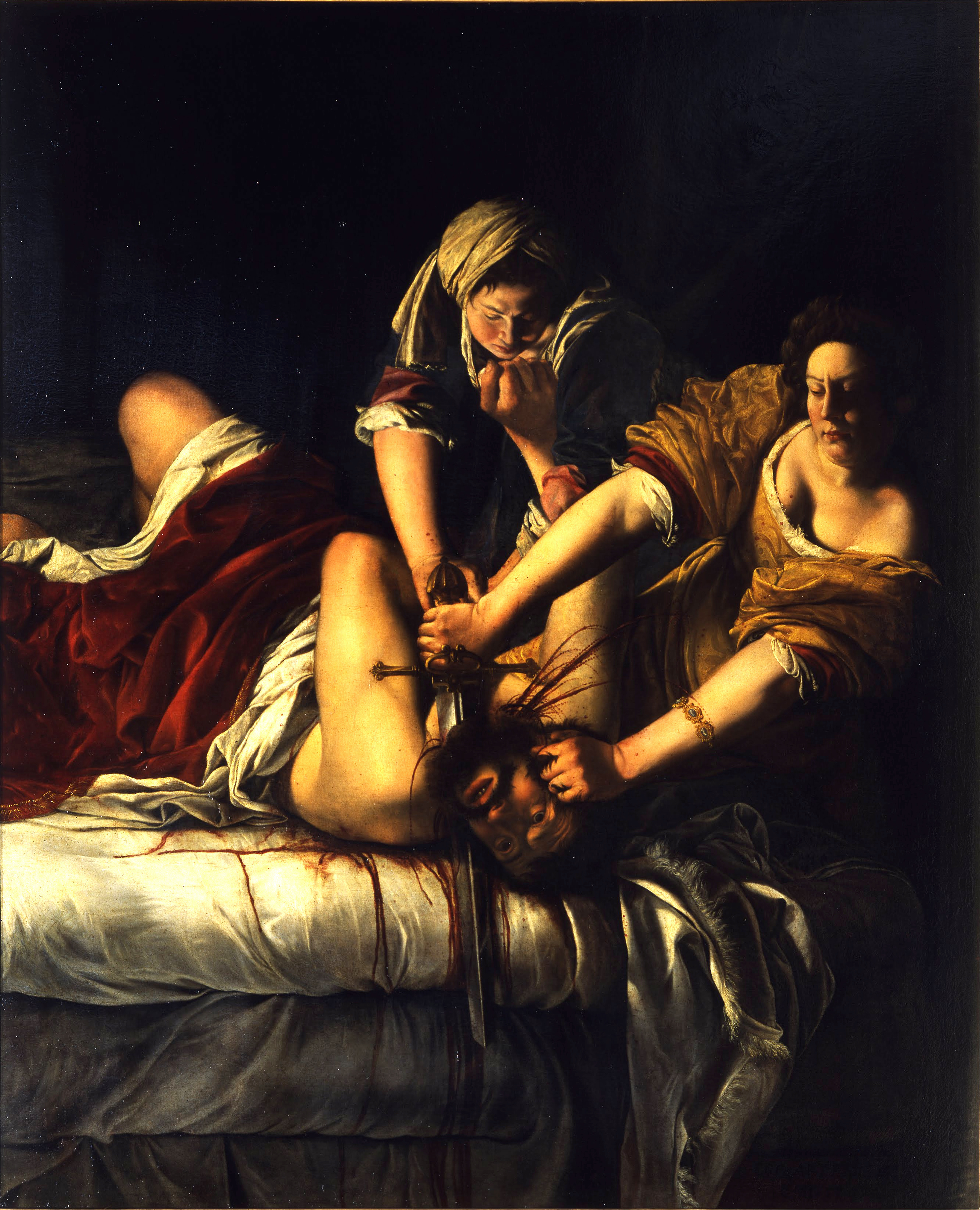
Artemisia Gentileschi - Judit halshugger Holofernes, andra versionen, cirka 1620. Galleria degli Uffizi i Florens.
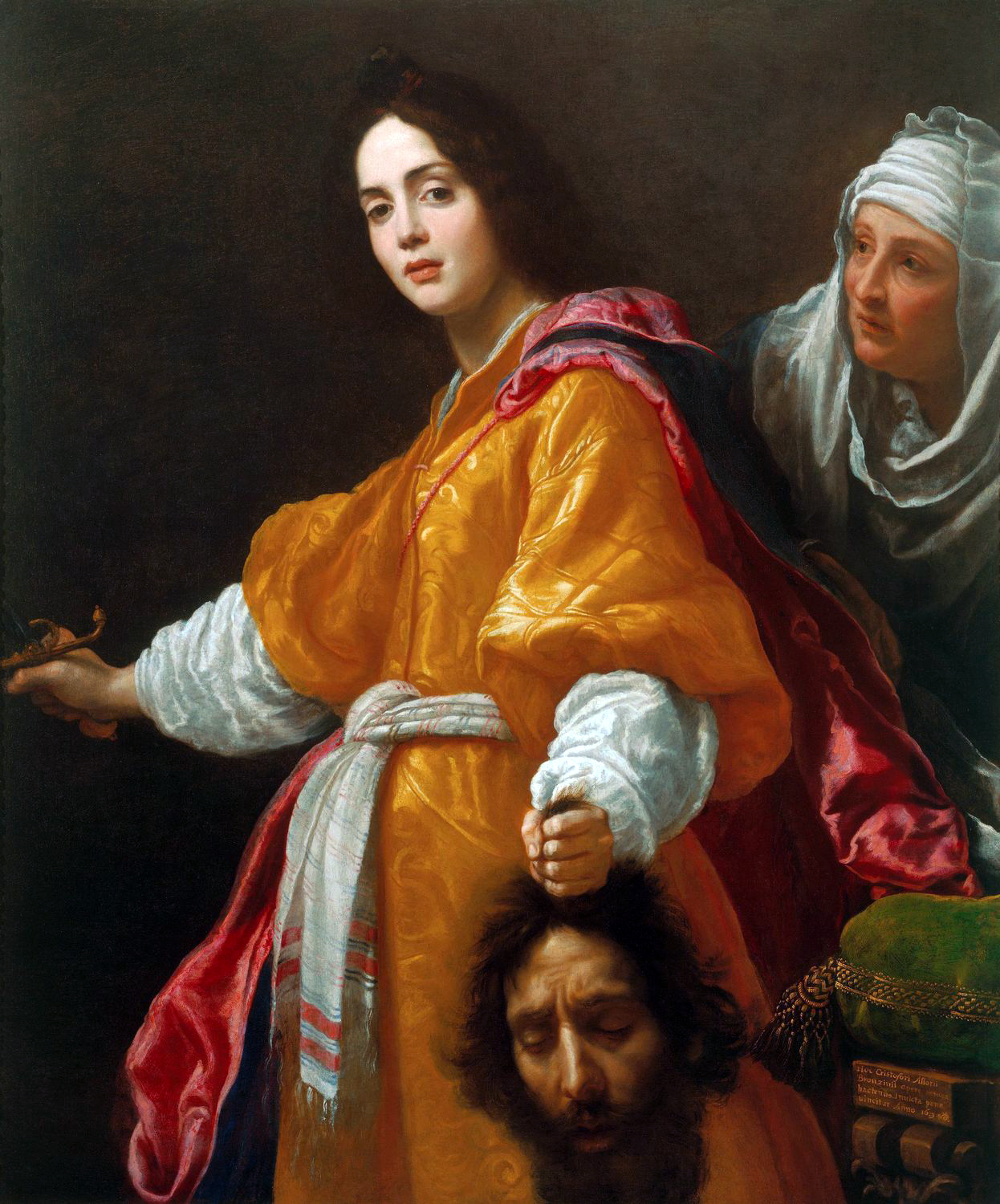
Cristofano Allori – Judit med Holofernes huvud.
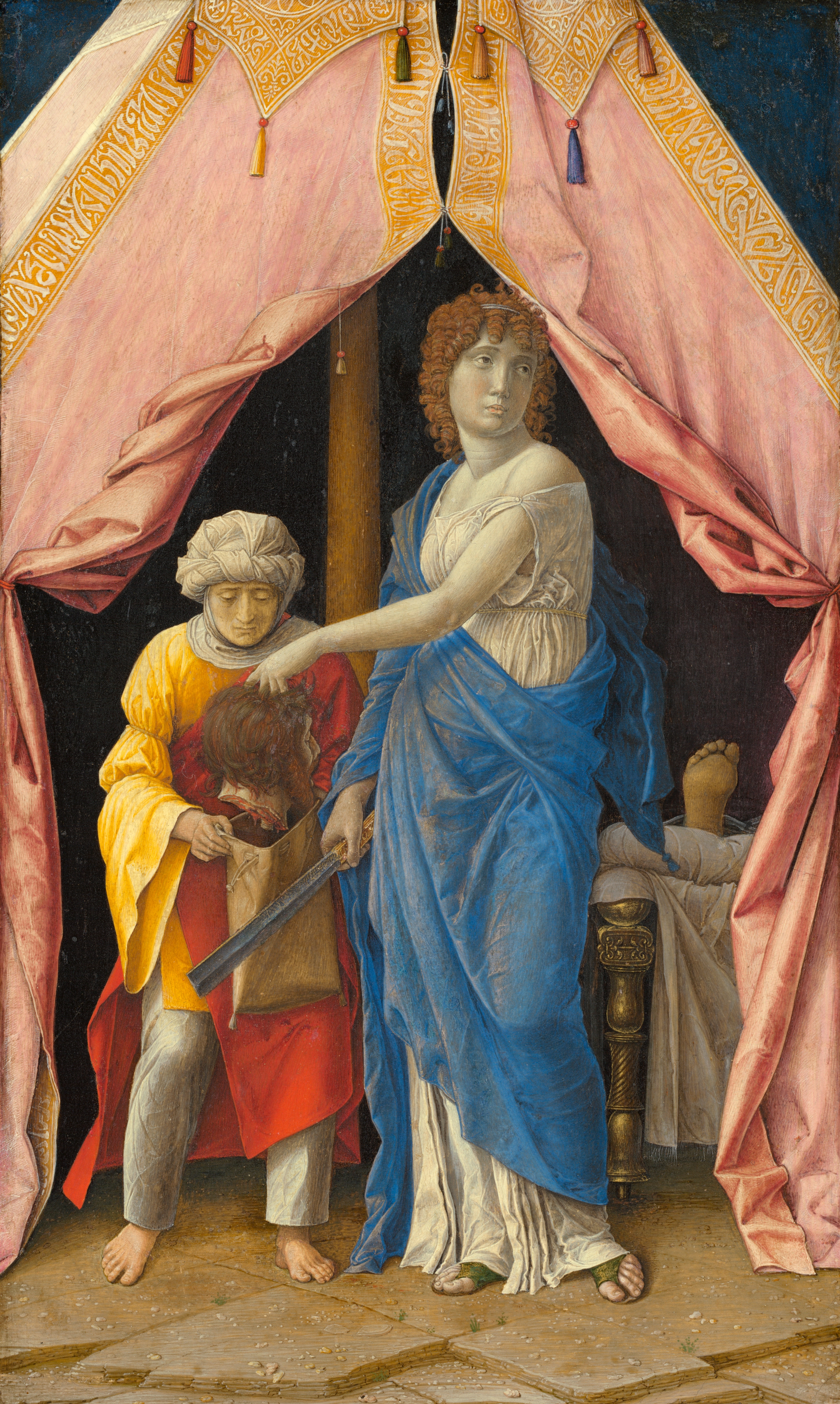
Andrea Mantegna - Judit och Holofernes, 1495−1500.